# Volkstaat

Vryheidsvlag (vlajka svobody), vlajka organizace Afrikaner Volksfront

Volkstaat navrhovaný Vryheidsfront (fronta svobody).

Podíl bělošského obyvatelstva v Jihoafrické republice, přibližně 61 % bělochů tvoří Afrikánci.
0–20%
20–40%
40–60%
60–80%
80–100%

Volkstaat (v doslovném překladu Národní stát; jiný název: Boerestaat) je projekt vytvoření autonomního území pro Afrikánce v rámci Jihoafrické republiky. 
Během velkého treku ve 30. a 40. letech 19. století se prokázala touha búrských pionýrů po nezávislosti a sebeurčení, když opustili Kapsko a vydali se na severovýchod, kde si založili několik búrských republik. Konec menšinové vlády apartheidu v JAR (1994) opět způsobil deziluzi u některých Afrikánců a pocit marginalizace v důsledku politických změn, což vyústilo do návrhů na autonomní Volkstaat.
Existují různé způsoby, na jejichž základě lze Volkstaat vytvořit. Může se opřít např. o právo na autonomii zakotvené v Ústavě Jihoafrické republiky či o mezinárodní legislativu. Geografické rozptýlení menšinových afrikánských komunit po celé republice představuje pro zřízení Volkstaatu významnou překážku, protože netvoří většinu v žádné samostatné životaschopné geografické oblasti. Podporovatelé myšlenky založili tři zemská sdružení, Oranii v Severním Kapsku a Kleinfontein a Balmoral v Gautengu, aby návrh prosazovala.

## Územní rozsah
V červenci 1998 představil lídr Fronty svobody plán na vytvoření afrikánského Volkstaatu v severním Kapsku podél řeky Orange (viz mapa vpravo). V této oblasti o rozloze 145 000 km² žije přibližně půl milionu Afrikánců a tvoří většinu. Tento stát by tak byl kompaktním územím s přístupem k Atlantiku.
Druhou možnou oblastí je oblast Pretorie a její zázemí (města Rustenburg, Klerksdorp, Middelburg, Krugersdorp, Ventersdorp, Witbank, Silverton), která je považována za centrum možného státu. V této oblasti žijí 2 miliony lidí, přičemž Afrikánci tvoří 60 % obyvatelstva (tento údaj a také ty následující pocházejí z 90. let 20. století). Rozloha je 38 000 km², přičemž území je rozděleno na dvě části - západní, kde na rozloze 23 000 km² žije 460 tisíc Afrikánců, kteří tvoří 58 procent obyvatel; a východní, ve které na rozloze 15 000 km² žije 715 tisíc Afrikánců, kteří tvoří 61 procent obyvatel. Tento výchozí Volkstaat by ovlivnil hranice provincií Gauteng, Svobodný stát a Severozápadní provincie.